# Elementenfeststellung
Eine Elementenfeststellung kann nach deutschem Recht das Ergebnis einer Feststellungsklage nach § 256 Abs. 1 ZPO sein. Klageziel ist die Feststellung von Elementen eines Rechtsverhältnisses. Vom Grundsatz her ist eine Elementenfeststellung unzulässig, doch macht insbesondere das Bundesarbeitsgericht Ausnahmen, wenn es beispielsweise bei der betrieblichen Altersversorgung um die Anrechnung von Beschäftigungszeiten geht. Gängig ist auch eine Form der Statusklage im Arbeitsrecht, in der lediglich über die Arbeitnehmereigenschaft einer Person entschieden wird.
Einzelne Elemente eines Rechtsverhältnisses sind für jenes zwar rechtserheblich, bilden aber anders als ein Teilrechtsverhältnis selbst kein Rechtsverhältnis, da sie für sich keine Rechte, Pflichten oder Rechtsfolgen mit sich bringen. Sie können aber die Voraussetzung für das Entstehen eines Rechts oder einer mit diesem zusammenhängenden Pflicht bilden. Rechtlich erhebliche Eigenschaften einer Person oder einer Sache zählen ebenfalls zu den Elementen eines Rechtsverhältnisses.
Die Vorbehalte gegenüber Elementenfeststellungen rühren auch daher, dass sie sich – ähnlich den Feststellungsurteilen – mitunter in der Nähe von gerichtlichen Rechtsgutachten befinden, deren Erstattung nicht dem Gedanken einer Rechtsprechungsfunktion entspricht. Stellt aber ein Urteil im Einklang mit Ausnahmevorschriften wie § 55 Abs. 1 Nrn. 1, 2, 4 und § 55 Abs. 2 SGG oder § 130 Abs. 2 SGG isoliert Elemente eines Rechtsverhältnisses fest, ist von einer materiellen Rechtskraftwirkung auszugehen. Will man durch Elementenfeststellung rechtsverbindlich die Betriebsratsfähigkeit eines Betriebs klären, kommt § 18 Abs. 2 BetrVG unter den vom Gesetz zugelassenen Ausnahmen vor. Auch die in Verbindung mit § 2a Abs. 1 Nr. 4 ArbGG durch § 97 ArbGG ermöglichte Feststellung von Tariffähigkeit und -zuständigkeit der Arbeitgeber- oder Arbeitnehmerorganisationen läuft auf eine Elementenfeststellung hinaus – wiederum eine ausnahmsweise zulässige.
Beispiel für eine unzulässige Elementenfeststellung ist ein im Jahr 2001 durch die DRV mit Bescheid festgestelltes „abhängiges Beschäftigungsverhältnis“ eines Studenten, der zeitweise einer Promotorentätigkeit nachgegangen war. Der Rentenversicherungsträger ist zwar zur Feststellung der Sozialversicherungspflicht ermächtigt, nicht aber zu jener einer Beschäftigung. Eine Beschäftigung ist Element eines Versicherungspflichttatbestandes, sie ist für die Versicherungspflicht zwar notwendig, doch nicht hinreichend. Da die DRV den § 7a SGB IV herangezogen hatte, entschied 2009 das Bundessozialgericht, dass jener Paragraph nicht zur Elementenfeststellung einer abhängigen Beschäftigung ermächtigt.